# Sandra Betschart
Sandra Betschart (Lucerna, 30 marzo 1989) è un'ex calciatrice svizzera, di ruolo difensore.

## Carriera

### Nazionale
Nel settembre 2017 decide di ritirarsi dalla nazionale rossocrociata dopo 67 presenze e 2 reti siglate.

## Palmarès
- Campionato svizzero: 2

Zurigo: 2008-2009, 2009-2010